# شبه‌تاریخ
شبه‌تاریخ به متونی گفته می‌شود که به‌عنوان متنی با موضوع تاریخی نوشته شده باشد اما به‌دور از استانداردهای متداول تاریخ‌نگاری نگارش شده باشد و به همین دلیل، یافته‌های چنین نوشتارهایی معمولاً قابل اعتنا نیستند. کارهایی که به نتایج جنجالی براساس مدارک بحث‌برانگیز یا ضعیف می‌رسند، به عنوان شبه‌تاریخ دسته‌بندی می‌شوند و مورد اعتنا قرار نمی‌گیرد. معمولاً بسیاری از این متون در راستای اعتقادات و با هدف‌های سیاسی، ملی‌گرایانه یا نظامی نگاشته می‌شوند.

## نشانه‌های شبه تاریخ
- اثر تاریخی بیشتر یک خط فکر سیاسی، مذهبی یا ایدیولوژی خاصی را دنبال می‌کند.
- کار در یک نشریه آکادمیک به چاپ نرسیده یا پیش از انتشار آن فرایند ویراستاری فنی به میزان کافی بر روی آن انجام نشده‌است.
- می‌توان در آن حداقل رد پای یک تئوری توطئه یا دستهای پشت پرده را دید.
- شواهدی که به عنوان دلایل کلیدی اثر تاریخی ارائه شده حداقل یکی از موارد زیر است:
  - جنجالی
  - ناکافی
  - دارای ارجاع‌نویسی صحیح یا مناسب نمی‌باشد.

## در علممردم‌شناسی
در علم مردم‌شناسی، رادکلیف براون از «شبه تاریخ» جهت اشاره به تاریخهایی که دربارهٔ مردمان قبیله‌ای بدوی (کسانی که براون آن‌ها را «مردمان بدون تاریخ» خواند) در اواخر قرن ۱۹ و اوایل قرن ۲۰ میلادی نوشته می‌شد به کار برد. هرچند امروزه مردم‌شناسان شیوه خود در بازسازی تاریخ مردمان قبیله‌ای را تغییر داده و بر عکس دوران قبل از منابع مختلفی استفاده کرده و تلاش برای علمی کردن نظریات خود دارند، ولی هنوز مشکلات بزرگی مانند استفاده انتقادی صحیح از داده‌های موجود، بر جا مانده‌است.